# Звонко Монсидер
Звонко Монсидер (негде и као Звонимир; Загреб, 8. јануар 1920 — Кристал Ривер, 16. март 1997) био је југословенски и хрватски фудбалер и фудбалски тренер.

## Биографија и каријера
Рођен је 8. јануара 1920. године у Загребу. Аматерски је фудбалом почео да се бави у раној младости у Пожеги, а након тога јуниорску каријеру започиње Јувентусу Загреб и Младости Загреб. Професионалну каријеру започео је 1937. године у Трговачком Загреб, а након тога играо за Ферариу Загреб и ХШК Конкордија у периоду од 1939. до 1945. године.
Након Другог светског рата бранио је за ГНК Динамо на неколико утакмица и био у тиму који је освојио Првенство Југославије 1947/48. године. Након тога играо је на неколико пријатељских утакмица у Италији за Лацио, прешао у Калчо из Падове и тамо бранио на седам лигашких утакмица. Пуну форму достигао је у емигрантској екипи ИРО Хунгариа у којој је посебно приликом гостовања у Шпанији био у великој форми.
За репрезентацију Југославије одиграо је седам утакмица. Дебитовао је 9. маја 1946. године на пријатељској утакмици са селекцијом Чехословачке у Прагу, а последњу утакмицу за Југославију одиграо 14. септембра 1947. године против репрезентације Албаније, за Балкански куп у Тирани. Током Другог светског рата одиграо је шест утакмица за репрезентацију НДХ.
Фудбалом се бавио и у Колумбији, а након повратка у Шпанију добио је диплому тренера и водио мање клубове. Из Шпаније се преселио у Сједињене Америчке Државе, где је преминуо 16. марта 1997. године.